# 何豪傑
何豪傑（1970年11月13日—），台灣男演員，第36屆金鐘獎連續劇男配角獎獲獎者，曾任北七樂團鼓手。2006年與台視《五燈獎》末代女主持人和家馨結婚，兩人育有兩子。

## 電視劇
| 年份   | 頻道             | 劇名                                 | 飾演          |
| ------ | ---------------- | ------------------------------------ | ------------- |
| 2001年 | 中視             | 《多桑與紅玫瑰》                     | 楊致剛        |
| 2001年 | 大愛電視台       | 《阿母醒來吧》                       | 何振宏        |
| 2002年 | 大愛電視台       | 《賣油阿成》                         | 阿木          |
| 2002年 | 大愛電視台       | 《聞風而來》                         | 曾文豐        |
| 2002年 | 大愛電視台       | 《智慧花開》                         | 林品村        |
| 2003年 | 大愛電視台       | 《四重奏》                           | 廖松德        |
| 2003年 | 台視             | 《少年史艷文》                       | 二齒          |
| 2003年 | 公視             | 《家》                               | 土虱          |
| 2004年 | 華視             | 《戰神》                             | 方老師        |
| 2004年 | 中視             | 《我的祕密花園2》                    | 陳旭          |
| 2004年 | 公視             | 《手機有鬼》                         | 林平之        |
| 2004年 | 台視             | 《台灣百合》                         | 黃國民        |
| 2005年 | 華視             | 《生命的太陽》                       | 陳立威        |
| 2005年 | 民視             | 《浪淘沙》                           | 林之乾        |
| 2005年 | 三立台灣台       | 《金色摩天輪》                       | 何文雄        |
| 2006年 | 華視             | 《天長地久》                         | 候世傑        |
| 2006年 | 中視             | 《白色巨塔》                         | 阿俊          |
| 2006年 | 衛視中文台       | 《驚異傳奇》                         | 林子傑        |
| 2007年 | 台視             | 《神機妙算劉伯溫》-皇城龍虎鬥        | 朱燕          |
| 2007年 | 台視             | 《神機妙算劉伯溫》-皇城龍虎鬥-女兒國 | 尋真散仙      |
| 2007年 | 公視             | 《出外人生》                         | 洪進丁        |
| 2008年 | 三立都會台       | 《命中注定我愛你》                   | 陳父          |
| 2008年 | 民視             | 《濟公》                             | 楊文功        |
| 2008年 | 民視             | 《娘家》                             | 王三寶        |
| 2009年 | 大愛電視台       | 《矽谷阿嬤》                         | 窮人          |
| 2010年 | 大愛電視台       | 《我的尪我的某》                     | 潘國賢        |
| 2010年 | 民視             | 《夜市人生》                         | 李維倫        |
| 2010年 | 華視             | 《莒光園地－愛，無限》               | 尤祈憲        |
| 2011年 | 大愛電視台       | 《我愛美金》                         | 鈞豪父        |
| 2011年 | 大愛電視台       | 《戀戀情深》                         | 歐介仁        |
| 2011年 | 大愛電視台       | 《讓愛飛翔》                         | 陳醫師        |
| 2012年 | 民視             | 《父與子》                           | 何豪傑(客串)  |
| 2012年 | 大愛電視台       | 《心和萬事興》                       | 張兼嘉        |
| 2013年 | 民視             | 《天龍傳奇》                         | 旋風          |
| 2013年 | 民視             | 《風水世家》                         | 何宇文        |
| 2013年 | 大愛電視台       | 《路長情更長》                       | 王萬發        |
| 2014年 | 台視             | 《艋舺的女人》                       | 劉家榮        |
| 2014年 | 大愛電視台       | 《春泥》                             | 林志展        |
| 2014年 | 民視             | 《嫁妝》                             | 林鴻展        |
| 2014年 | 大愛電視台       | 《歡喜做頭家》                       | 王萬助        |
| 2017年 | 民視             | 《媽媽不見了》                       | 許明德        |
| 2017年 | 民視             | 《幸福來了》                         | 黃正源        |
| 2018年 | 民視             | 《微笑。淚》                         | 鼓手          |
| 2019年 | 民視             | 《大時代》                           | 何天翔        |
| 2019年 | 公視             | 《苦力》                             | 林文雄        |
| 2019年 | 大愛電視台       | 《程哥懺悔路》                       | 小李          |
| 2020年 | 民視             | 《鏡子森林》                         | 呂宗德        |
| 2021年 | 民視             | 《孟婆客棧》                         | 詹祕書        |
| 2022年 | 中視MyVideo      | 《洞裡的月亮》                       | 李名豐        |
| 2022年 | 大愛電視台       | 《你好，我是誰？》                   | 方紹康        |
| 2022年 | 民視             | 《市井豪門》                         | 陳世明        |
| 2023年 | 公視             | 《牛車來去》                         | 林空卿        |
| 2023年 | 公視、八大戲劇台 | 《最佳利益3－最終利益》              | 鍾安富        |
| 2023年 | 民視             | 《愛的榮耀》                         | 吳漢光 吳鎮華 |
| 2024年 | 大愛電視台       | 《你好，我是誰2》                    | 方紹康        |
| 2025年 | 民視             | 《好運來》                           | 黃飛宏        |
| 2025年 | 華視、公視台語台 | 《火車來去》                         | 高萬金        |

## 電影
| 年份   | 片名                   | 飾演 | 導演   |
| ------ | ---------------------- | ---- | ------ |
| 2005年 | 《南方紀事之浮世光影》 | 國鈞 | 黃玉珊 |

## MV
| 年份   | 歌名           | 合作歌手 |
| 2002年 | 《寂寞的飛鼠》 | 王宏恩   |

## 主持作品
- 大愛電視台《大愛小記者》
- 民視《舞功蓋天下》

## 獎項紀錄
| 年份   | 獲提名         | 獎項                             | 結果 |
| ------ | -------------- | -------------------------------- | ---- |
| 2001年 | 《阿母醒來吧》 | 第36屆金鐘獎連續劇男配角獎       | 獲獎 |
| 2003年 | 《聞風而來》   | 第38屆金鐘獎連續劇男主角獎       | 提名 |
| 2004年 | 《手機有鬼》   | 第39屆金鐘獎戲劇類男主角獎       | 提名 |
| 2004年 | 《大愛小記者》 | 第39屆金鐘獎兒童少年節目主持人獎 | 提名 |
| 2008年 | 《娘家》       | 第43屆金鐘獎戲劇節目男配角獎     | 提名 |

## 外部連結
- 何豪傑的Facebook專頁
- 何豪傑的Instagram帳戶
- 何豪傑在互联网电影资料库（IMDb）上的資料（英文）
- 何豪傑在香港影庫上的簡介